# Lesley Selander
Lesley Selander (Los Angeles, 26 maggio 1900 – Los Alamitos, 5 dicembre 1979) è stato un regista statunitense.

## Biografia
Selander aveva cominciato a lavorare per il cinema nel 1925 come aiuto regista, prendendo parte ad almeno venticinque film prima di passare alla regia. Diresse, dagli anni trenta fino ai sessanta, quasi centocinquanta film. Molte di queste pellicole sono dei western di serie B o dei film di fantascienza prodotti da piccole compagnie indipendenti. Dagli anni cinquanta in poi, lavorò anche come regista di film tv. Morì a Los Alamitos, in California, il 5 dicembre 1979.

## Filmografia

### Cinema

#### Regista
- Ride 'Em Cowboy (1936)
- The Boss Rider of Gun Creek (1936)
- Empty Saddles (1936)
- Sandflow (1937)
- Left-Handed Law (1937)
- Smoke Tree Range (1937)
- Hopalong Rides Again (1937)
- Black Aces (1937)
- La grande barriera (The Barrier) (1937)
- La legge dei bruti (Partners of the Plains) (1938)
- Cassidy of Bar 20 (1938)
- Heart of Arizona (1938)
- Bar 20 Justice (1938)
- Pride of the West (1938)
- The Mysterious Rider (1938)
- I fuorilegge della frontiera (The Frontiersmen) (1938)
- Sunset Trail (1939)
- Silver on the Sage (1939)
- Heritage of the Desert (1939)
- Renegade Trail (1939)
- Range War (1939)
- Santa Fe Marshal (1940)
- The Light of Western Stars (1940)
- La miniera del diavolo (Hidden Gold) (1940)
- Rapina alla diligenza (Stagecoach War) (1940)
- Knights of the Range (1940)
- Cherokee Strip (1940)
- Three Men from Texas (1940)
- Doomed Caravan (1941)
- The Roundup (1941)
- Pirates on Horseback (1941)
- Città di avventurieri (Wide Open Town) (1941)
- Riders of the Timberline (1941)
- Stick to Your Guns (1941)
- Thundering Hoofs (1942)
- Bandit Ranger (1942)
- Undercover Man (1942)
- Red River Robin Hood (1942)
- Lost Canyon (1942)
- Border Patrol (1943)
- I conquistatori del West (Buckskin Empire) (1943)
- Colt Comrades (1943)
- Bar 20 (1943)
- Riders of the Deadline (1943)
- Lumberjack (1944)
- Forty Thieves (1944)
- Call of the Rockies (1944)
- Bordertown Trail (1944)
- Stagecoach to Monterey (1944)
- Cheyenne Wildcat (1944)
- Sheriff of Sundown (1944)
- Firebrands of Arizona (1944)
- Sheriff of Las Vegas (1944)
- Great Stagecoach Robbery (1945)
- The Vampire's Ghost (1945)
- Three's a Crowd (1945)
- Trail of Kit Carson (1945)
- Phantom of the Plains (1945)
- I predoni della jungla (Jungle Raiders) (1945)
- The Fatal Witness (1945)
- The Catman of Paris (1946)
- Passkey to Danger (1946)
- Traffic in Crime (1946)
- Night Train to Memphis (1946)
- Out California Way (1946)
- The Pilgrim Lady (1947)
- Last Frontier Uprising (1947)
- Saddle Pals (1947)
- Robin Hood of Texas (1947)
- Blackmail (1947)
- The Red Stallion (1947)
- Pian della morte (Panhandle) (1948)
- Guns of Hate (1948)
- Pistole puntate (Belle Starr's Daughter) (1948)
- Strike It Rich (1948)
- Indian Agent (1948)
- Brothers in the Saddle (1949)
- Rustlers (1949)
- Il drago volante (The Sky Dragon) (1949)
- Duello infernale (Stampede) (1949)
- Masked Raiders (1949)
- The Mysterious Desperado (1949)
- Riders of the Range (1950)
- Sfida alla legge (Dakota Lil) (1950)
- Storm Over Wyoming (1950)
- Rider from Tucson (1950)
- Rio Grande Patrol (1950)
- The Kangaroo Kid (1950)
- Una manciata d'odio (Short Grass) (1950)
- Law of the Badlands (1951)
- Saddle Legion (1951)
- Ero una spia americana (I Was an American Spy) (1951)
- I lancieri alla riscossa (Cavalry Scout) (1951)
- Gunplay (1951)
- Il ribelle dalla maschera nera (The Highwayman) (1951)
- Pistol Harvest (1951)
- Volo su Marte (Flight to Mars) (1951)
- Avamposto telegrafico (Overland Telegraph) (1951)
- Il passo di Forte Osage (Fort Osage) (1952)
- Trail Guide (1952)
- Road Agent (1952)
- Desert Passage (1952)
- Uragano su Yalù (Battle Zone) (1952)
- Flat Top (1952)
- La grande sparatoria (The Raiders) (1952)
- La pattuglia delle giubbe rosse (Fort Vengeance) (1953)
- Frustateli senza pietà (Cow Country) (1953)
- Forte Algeri (Fort Algiers) (1953)
- Pantera rossa (War Paint) (1953)
- I contrabbandieri del Kenya (The Royal African Rifles) (1953)
- Resistenza eroica (Fighter Attack) (1953)
- I dragoni dell'aria (Dragonfly Squadron) (1954)
- La freccia nella polvere (Arrow in the Dust) (1954)
- L'ascia di guerra (The Yellow Tomahawk) (1954)
- Return from the Sea (1954)
- Canne infuocate (Shotgun) (1955)
- Terra infuocata (Tall Man Riding) (1955)
- Orizzonte di fuoco (Fort Yuma) (1955)
- La figlia dello sceicco (Desert Sands) (1955)
- La stella spezzata (The Broken Star) (1956)
- I guerrieri di Alce Azzurro (Quincannon, Frontier Scout) (1956)
- La pista dei Tomahawks (Tomahawk Trail) (1957)
- Rivolta a Fort Laramie (Revolt at Fort Laramie) (1957)
- Jeff Blain il figlio del bandito (Outlaw's Son) (1957)
- La ragazza di Sutton (Taming Sutton's Gal) (1957)
- The Wayward Girl (1957)
- Il cavaliere azzurro della città dell'oro (The Lone Ranger and the Lost City of Gold) (1958)
- Convict Stage (1965)
- War Party (1965)
- Fort Courageous (1965)
- La città senza legge (Town Tamer) (1965)
- Ringo il texano (The Texican) (1966)
- I disertori di Fort Utah (Fort Utah) (1967)
- Colpi di dadi, colpi di pistola (Arizona Bushwhackers) (1968)

#### Aiuto regista
- The Timber Wolf, regia di W. S. Van Dyke (1925)
- Durand of the Bad Lands, regia di Lynn Reynolds (1925)
- Jerry the Giant, regia di Mark Sandrich (1926)
- Il bacio di Giuda (True Heaven), regia di James Tinling (1929)
- La disfatta delle amazzoni (The Warrior's Husband), regia di Walter Lang (1933)
- L'uomo ombra (The Thin Man), regia di W. S. Van Dyke (1934)
- What Every Woman Knows, regia di Gregory La Cava (1934)
- La volontà occulta (The Garden Murder Case), regia di Edwin L. Marin (1936)

#### Direttore della fotografia
- Wolf Blood, regia di George Chesebro e Bruce M. Mitchell (1925)

### Televisione

#### Regista
- Cowboy G-Men – serie TV, episodi 1x12,14,26 (1952)
- Lassie – serie TV, 54 episodi (1955-1959)
- I racconti del West (Zane Grey Theater) – serie TV, episodio 1x13 (1956)
- Furia (Fury) – serie TV, episodi 3x1,4,8,14-15,17-20 (1957-1958)
- Cannonball – serie TV,  episodi 1x2-9,19-39 (1958-1959)
- Overland Trail – serie TV, episodio 1x15 (1960)
- The Tall Man – serie TV, 7 episodi 1x23,25. 2x1,4,13,18,21 (1961-1962)
- Frontier Circus – serie TV, episodio 1x17 (1962)
- Laramie – serie TV, 43 episodi (1959-1963)
- Daniel Boone – serie TV, episodio 3x14 (1966)